# Juan Bautista Justo

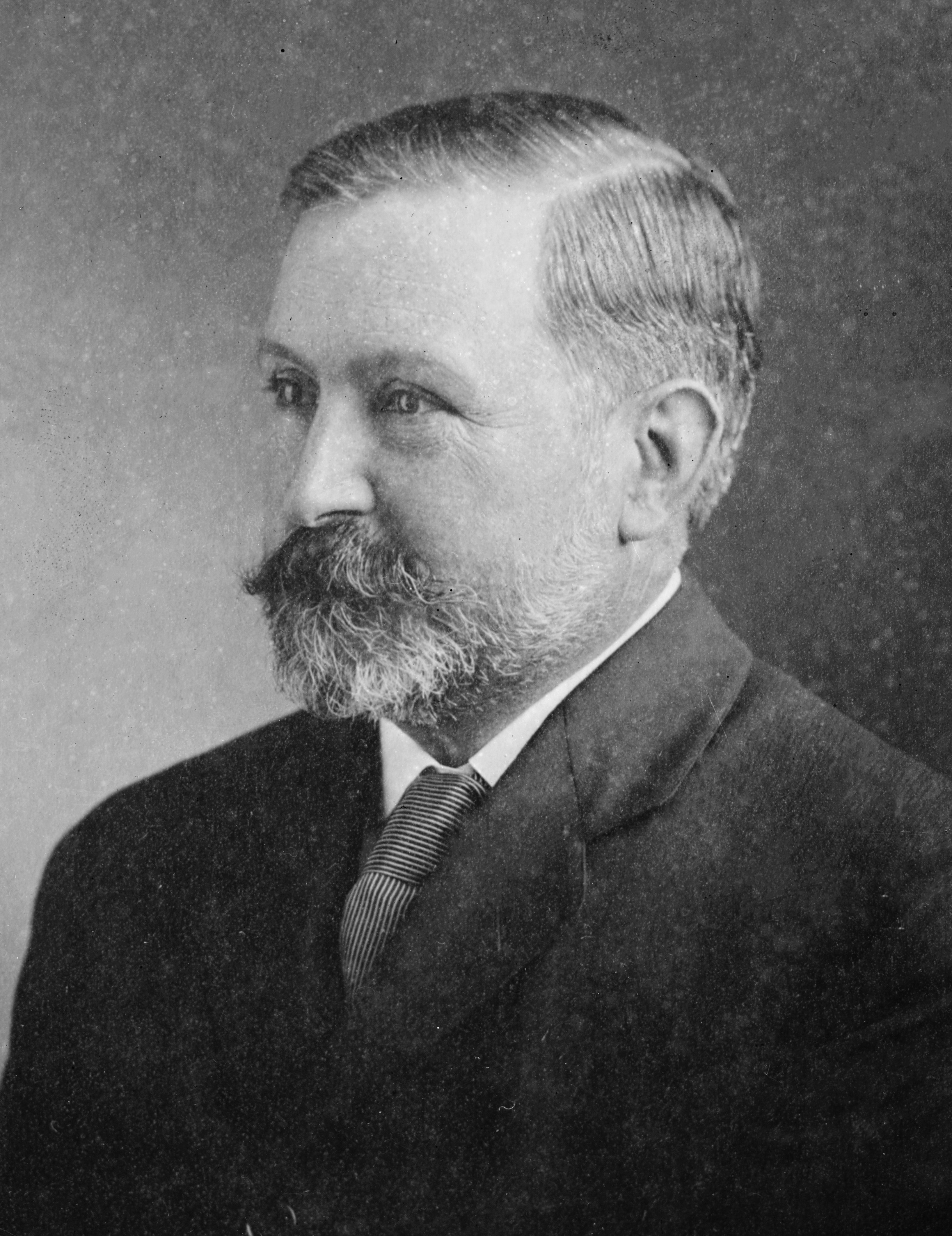
Juan Bautista Justo, c. 1916

Juan Bautista Justo (* 28. Juni 1865 in Buenos Aires; † 8. Januar 1928 in Los Cardales, Provincia de Buenos Aires) war ein argentinischer Arzt und sozialistischer Politiker.

## Leben
Justo stand in den 1890er Jahren in Verbindung mit verschiedenen sozialistischen Gruppen und ermöglichte die Publikation der Zeitschrift La Vanguardia, deren Herausgeber er bald wurde. Die Zeitschrift trug zur Einigung der Bewegung bei, und 1896 wurde die Sozialistische Partei Argentiniens gegründet. Justo war bis zu seinem Tod 1928 einer der wichtigsten Führer dieser Partei, der er seine besondere Interpretation des Sozialismus vermittelte – laut dem Historiker Lucas Poy die „einer moderaten, reformistichen und parlamentarischen Partei, welche Wahlen als Möglichkeit betrachtete, die Lage der Arbeiterklasse zu verbessern“.
Im Ersten Weltkrieg unterstützte Justo nach kurzem Zögern die Alliierten gegen die Mittelmächte, was seiner Partei einen Konflikt mit den Handelsinteressen der argentinischen Exportindustrie ersparte. Der reformorientierte Kurs der argentinischen Sozialisten sorgte ab 1917 im Gefolge der Oktoberrevolution für erste Abspaltungen nach Links, aus denen später die Kommunistische Partei Argentiniens entstand.